# Anne Parillaud
Anne Parillaud (Parijs, 6 mei 1960) is een Franse actrice.
Ze is internationaal het meest bekend voor haar rol als Nikita in de gelijknamige film.

## Biografie
Als kind wilde ze advocaat worden, maar haar moeder schreef haar in voor ballet- en toneellessen. In 1977 krijgt ze een kleine rol in Un amour de sable van Christian Lara. Daarop volgt al gauw een andere kleine rol in L'hôtel de la plage van Michel Lang welke film een groot succes wordt. Ze heeft een dochter met regisseur Luc Besson, maar het koppel ging uit elkaar kort nadat zij in zijn film Nikita speelde.
Na het internationale succes van Nikita ging Parillaud weg uit Frankrijk om in drie buitenlandse films te spelen: Map of the Human Heart, Innocent Blood en Frankie Starlight.

### Privé
Ze was getrouwd met Jean Michel Jarre tussen 2005 en 2010. Ze heeft een dochter met ex-man Luc Besson, Juliette, en twee zonen, Lou en Theo met filmproducer Mark Allan.

## Filmografie
- Un amour de sable (1977)
- L'Hôtel de la plage (1978)
- Écoute voir (1979)
- Girls (1980)
- Patrizia (1980)
- Pour la peau d'un flic (1981)
- Le Battant (1983)
- Juillet en septembre (1988)
- Che ora è? (1989)
- Nikita (1990)
- Innocent Blood (1992)
- Map of the Human Heart (1993)
- À la folie (1994)
- Frankie Starlight (1995)
- Passage à l'acte (1996)
- Dead Girl (1996)
- The Man in the Iron Mask (1998) als Queen Anne
- Shattered Image (1998)
- Une pour toutes (1999)
- Gangsters (2002)
- Sex Is Comedy (2002)
- Deadlines (2004)
- Promised Land (2004)
- Tout pour plaire (2005)
- Demandez la permission aux enfants (2007)
- Une vieille maîtresse (2007)
- L'Imbroglio Nel Lenzuolo (2009)
- Dans ton sommeil (2010)

## Prijzen
- César voor Beste Actrice in 1991 voor Nikita
- David di Donatello voor Beste Buitenlandse Actrice in 1991 voor Nikita
- Tokyo International Film Festival, speciale vermelding in 1993 voor Map of the Human Heart
- Filmfestival van Parijs, Beste Actrice in 2004 voor Deadlines